# Stilicho
Flavius Stilicho (Stilico) (ca. 360–408) var general (magister militum) og var i 13 år den mest magtfulde mand i det nydannede Vestromerske rige. Skønt han var søn af en vandalsk officer, blev han alligevel gift med kejser Theodosius niece, og hans regentskab for den mindreårige kejser Honorius markerede et højdepunkt for en germaner i romersk tjenestene. Efter mange år med sejre over rigets fjender, barbarer og romerske oprørere, løb han ind i en serie af politiske og militære tilbageslag, der betød, at hans modstandere ved kejser Honorius hof fik mulighed for at få ham fjernet fra magten, i et forløb, der sluttede med hans fængsling og henrettelse i 408. På baggrund af hans mange vundne slag og ubøjelige pligtfølelse, betegner historikeren Edward Gibbon Stilicho som "den sidste romerske general".

## Tjeneste under kejser Theodosius
Stilichos far var romersk soldat og vandaler af fødsel, mens hans mor var provinsbo og romer. På trods af hans germanske afstamning tyder alt på, at Stilicho opfattede sig selv som romer, og hans høje rang i imperiet tyder også på, at han ikke var ariansk kristen, som mange germanere var det, men at han fulgte kejserfamiliens nikænske retning, der var den gældende i riget.
Stilicho valgte som sin far at blive soldat, og han steg i graderne under kejser Theodosius, der var medkejser med ansvar for den østlige del af riget. I 383 var han en af kejserens udsendinge til den persiske kong Shapur 3.'s hof i Ctesiphon, hvor man drøftede en fredsaftale i forbindelse med delingen af Armenien. Den diplomatiske indsats gik godt, og et par måneder efter sin hjemkomst opnåede Stilicho den ære at blive gift med kejserens niece Serena. Kejseren opfattede Stilicho som en nyttig allieret i hæren, og tilknytningen til kejserfamilien resulterede i tre børn, sønnen Eucherius og døtrene Maria og Thermantia. Serena var ikke bare en tilfældig slægtning til kejseren. Theodosius havde et til tider voldsomt temperament, og man sagde ved hoffet, at Serena var den eneste, der var i stand til at dæmpe hans raserianfald. Theodosius havde yderligere vist sin niece den ære at adoptere hende.
Da kejser Valentinian 2. døde under mystiske omstændigheder i 392, blev der for alvor brug for Stilicho. Theodosius var nu i princippet enekejser, men i det vestlige rige sørgede den egentlige magthaver - den frankiske general Arbogast - for at udpege Eugenius til modkejser. Den sagesløse Eugenius var tidligere kansler og underviste i retorik, men han kunne ikke undslå sig for rollen som en brik i Arbogasts magtspil. Theodosius gik i gang med at udruste østrigets hær, og Stilicho fungerede som næstkommanderende. I 394 var hæren klar, og da den marcherede mod vest i forsommeren, omfattede den også et kraftigt gotisk islæt i form af omkring 20.000 mand under kommando af Gainas, og med den unge høvding Alarik som en af de ledende officerer. De to hære tørnede sammen ved Frigidus 5. september 394, og først efter to dages hård kamp måtte Arbogast og hans tropper vige. Arbogast valgte at begå selvmord og Eugenius blev henrettet umiddelbart efter slaget. Kejseren sendte herefter bud til Konstantinopel, om at sønnen Honorius skulle komme til Milano, så han officielt kunne blive hyldet som tronfølger til den vestlige del af riget. Serena havde ansvaret for den 10-årige dreng på turen, men da de ankom til Milano i januar 395, var kejseren blevet alvorligt syg, og han døde den 17. januar.

## Magthaver under kejser Honorius
Theodosius havde planlagt en egentlig deling af Romerriget, uden en førstekejser, og efter hans død blev denne plan realiseret. Østriget tilfaldt kejserens ældste søn Arcadius, og hans lillebror Honorius blev den første vestromerske kejser. Fra dette tidspunkt var Romerriget permanent delt i et Øst- og Vestrige. Honorius var blot 10 år gammel, og den reelle magt lå hos Stilicho, der fungerede som værge for den unge kejser.
Meget tyder på, at Stilicho også havde ambitioner om at varetage regentskabet for kejser Arcadius i Østriget, men her stødte han på beslutsomme modstandere. Slaget ved Frigidus var gået hårdt ud over de gotiske tropper, og på vej tilbage mod øst gjorde en del af dem oprør og valgte Alarik som deres leder. Resten af hæren under Stilicho og Gainas gjorde klar til at nedkæmpe dem i 395, men ledelsen i Konstantinopel ønskede ikke at få Stilicho for tæt på, så han fik besked om at forlade østriget. Gainas blev udnævnt til general for østhæren, og han blev kaldt tilbage til Konstantinopel. Resultatet var, at Alarik kunne sætte sig på store områder i Illyrien, hvor hans gotere kunne plyndre efter behag.
I 396-397 plyndrede goterne i det nuværende Grækenland, og selv om området var en del af Østriget, drog Stilicho dertil med en hær. Kilderne fortæller, at goterne var omringet og at Stilicho let kunne overvinde dem. Det gjorde han ikke, og histroikerne har siden haft mange forklaringer på, hvordan de bar sig ad med at slippe væk. Norwich mener, at Stilicho lavede en aftale med Alarik. Alarik bevarede sin hær, og han blev oven i købet magister militum (general) for Illyrien. Senere i 397 gjorde generalen Gildo - der var stationeret i Nordafrika - oprør. Han forlangte at de Nordafrikanske provinser skulle overføres til Østriget, hvilket ville have været katastrofalt for kornforsyningen til Rom. Stilicho sendte Gildos egen bror Mascezel, til Nordafrika med en hær, og oprøret blev hurtigt nedkæmpet. Ved sin tilbagekomst til Italien druknede Mascezel imidlertid under mystiske omstændigheder, og der gik rygter om Stilichos indblanding.
Stilicho sørgede i 398 for at båndene til kejserfamilien blev yderligere udbygget i form af ægteskab mellem Honorius og Maria, datter af Stilicho og Serena. Den unge Honorius ser ikke ud til at have haft særlig interesse for sin hustru, og i følge samtidige beretninger var hans største fornøjelse at opdrætte fjerkræ.
Der er også efterretninger om, at Stilicho var i England (Britannien), formentligt i 398. Hans store beundrer, digteren Claudian, er knapt så overstrømmende som vanligt i sin omtale af felttoget, og læst mellem linjerne er det en fortælling om, at tingene gik skævt.
Der blev igen brug for Stilichos evner som hærfører i 401, da en gotisk hær invaderede Italien under ledelse af Alarik. Goterne fejede al modstand til side og satte kurs mod Milano, hvor kejseren havde residens. Honorius flygtede, men Stilicho samlede sine tropper, og påskesøndag 402 tørnede de to hære sammen ved Pollentia (det nuværende Pollenzo). Det blev en blodig affære, hvor ingen af parterne var klare vindere, men til slut trak goterne sig og drog tilbage til Illyrien. Stilicho ser heller ikke i denne omgang ud til at have haft lyst til at ødelægge goternes hær, hvilket bestyrker mistanken om, at han havde planer om at lade dem indgå i en konflikt med Østriget. Flugten fra Milano medførte, at Honorius permanent flyttede sin residens til Ravenna, som var kraftigt befæstet og som i tilgift var omgivet af store sumpområder, der besværliggjorde en belejring. Selv om den nye hovedstad var meget lettere at forsvare og også havde en beskyttet havn, så betød den noget isolerede beliggenhed, at de tropper, der var samlet i byen, kun i ringe omfang kunne benyttes til forsvaret af det øvrige Italien. Ravenna fungerede som vestrigets hovedstad til den sidste kejser blev afsat i 476. Ostrogoterne beholdt den som hovedstad, og da den kom under østromersk (byzantinsk) herredømme, blev den residens for deres guvernør (exarch).

## Imperiet - og Stilicho - vakler
I begyndelsen af 400-tallet var hunnerne på ny i bevægelse mod vest, og de folkeslag, de mødte, havde valget mellem at underkaste sig, kæmpe mod hunnerne eller selv søge videre vest- og sydpå - ind i Romerriget. En stor gruppe gotere under ledelse af Radagaisus valgte den sidste løsning, og forlod det nuværende Ungarn med kurs mod Norditalien i 405. Mens goterne plyndrede i Norditalien samlede Stilicho en hær, blandt andet med hunniske lejetropper, leveret af høvdingen (kongen) Uldin, og Radagaisus blev overvundet i 406. Mange af hans tropper blev solgt som slaver, mens andre blev hvervet til den romerske hær, og Peter Heather ser dette som et tegn på, at Stilicho havde lavet en underhåndsaftale med en gruppe af goterne. Radagaisus selv blev fanget, og han blev henrettet 23. august 406. Flere historikere mener, at presset fra hunnerne også spillede en afgørende rolle i den beslutning, der blev taget blandt alaner, vandaler og sveber om at forlade deres hidtidige landområder og krydse Rhinen nær Mainz den 31. december 406 og dermed invadere Romerriget. Invasionen var i første omgang umulig at standse, og angriberne spredte sig plyndrende og hærgende over hele Gallien. Hovedparten af de romerske tropper var stationeret langs grænsen ved Rhinen, men styrkerne var blevet udtyndet i flere omgange, og de små og spredte garnisoner inde i landet var chanceløse mod overmagten.
Hjælpen kom ikke fra Italien, men fra provinsen Britannien. Som en af rigets fjerneste besiddelser havde provinsen ikke den store indflydelse på rigets ledelse, men soldaterne i provinsen gjorde flere gange oprør, og valgte deres egne modkejsere. I år 407 kårede de generalen Flavius Claudius Constantinus til kejser, og han tog sine tropper med over Kanalen og gik i land i Boulogne i foråret 407. Constantinus, der i eftertiden er kendt som Konstantin 3., vandt flere træfninger mod barbarerne og han blev efterhånden anerkendt som kejser af tropperne langs Rhinen. Han indgik aftaler med germanerne på den anden side af Rhinen, og da freden var sikret, kunne han sende tropper sydpå til det indre Gallien for at fordrive de invaderende stammer. Modstanderne var ikke interesserede i åben kamp, så de trak længere sydpå, mod Pyrenæerne og Spanien. Stilicho havde ikke tropper nok til at sende en stor hær til Gallien, så han nøjedes med en mindre styrke under den gotiske general Sarus. De kunne blot konstatere, at Konstantin havde sat sig solidt på provinsen, og efter at have vundet et par mindre træfninger returnerede de med uforrettet sag. Mod øst havde Stilcho en plan om at løsrive provinserne i Dacia og Macedonia fra østriget, og overføre dem til vestriget. En vigtig baggrund for dette ønske lå i, at de traditionelt var leveringsdygtige i tropper til hæren. Det indgik i planen, at Alariks gotere, der opholdt sig i det samme område, skulle støtte Stilicho, men invasionen i Gallien satte en stopper for projektet, og da Alarik forlangte 4.000 pund guld til dækning af sine udgifter til krigsforberedelse, fik Stilicho sat igennem, at det romerske senat bevilgede pengene i 408. Den store udbetaling skabte udbredt vrede mod Stilicho, og selv om man nødigt sagde ham imod, fik det alligevel senatoren Lampadius til at udbryde: “Non est ista pax, sed pactio servitutis (Dette handler ikke om fred, men er en slaveriaftale.).”
Stilicho gjorde, hvad han kunne, for at fastholde sin position. Hans datter Maria, der var gift med kejser Honorius, døde i 407, så i 408 fik Stilicho i stedet kejseren gift med den anden datter Thermantia. I maj 408 døde kejser Arcadius i Konstantinopel, og selv om Honorius havde planer om at besøge hans unge søn og efterfølger, fik Stilicho ham talt fra det. Meningen var, at Stilicho selv skulle af sted, men begivenhederne løb fra ham. Hans popularitet var på hastig retur, og da kejser Honorius tog på en inspektion af tropperne i Italien - uden Stilicho - lykkedes det ministeren Olympius at overbevise kejseren om, at Stilicho var ude på selv at overtage kejsermagten, og at han ønskede at give magten i det østromerske rige til sin søn Eucherius, der via sin mor var en del af kejserfamilien. Kejseren gav ordre til, at Stilicho skulle arresteres, og 22. august 408 blev han halshugget efter at være fundet skyldig i forræderi. Eucherius flygtede til Rom, men få måneder senere blev han ligeledes fanget og henrettet. Kejserens nye hustru Thermantia blev bortvist fra hoffet - i følge folkeviddet stadig lige så jomfruelig som sin afdøde søster. Thermantia tog til sin mor Serena i Rom, men foreningen fik en brat ende, da senatet kom i tanker om, at Serena adskillige år tidligere havde vanhelliget en statue i Rheas tempel. Efter en kort rettergang blev Serena henrettet.

## Efterspil
Efter Stilichos død lå den reele ledelse af landet hos Olympius, der straks kastede sig over opgaven med at befæste sin nyvundne magt. Stilichos tilhængere blev tortureret og dræbt, og i garnisonsbyerne gik de romerske tropper i gang med at nedslagte de gotiske, vandalske og hunniske hjælpetropper og deres familier. De tropper, der undslap myrderierne, hærgede først i landdistrikterne, og sluttede sig derefter til Alarik. Senatet pustede til ilden ved at tøve med den aftalte betaling til Alarik, og resultatet blev, at Alarik invaderede Italien og stod foran Roms porte i november 408. Uden Stilicho var den romerske hær magtesløs, og efter flere forhandlinger, der førte til afbrydelse af belejringen, blev den til sidst genoptaget, og i august 410 indtog Alarik Rom, og byen blev plyndret for første gang i 800 år. Der skulle endnu et par magtskifter til ved hoffet i Ravenna, før generalen Constantius i 411 kunne begynde at stabilisere situationen.

## Primære kilder
Stilichos liv er belyst af retslige dokumenter i Codex Theodosianus og er desuden beskrevet indgående af digteren Claudian. Hans digte omhandler tiden frem til 404, og man regner med, at Claudian døde på det tidspunkt. Digtene er panegyriske og skal tages med adskillige gran salt. Den anden primære kilde er historikeren Zosimus, og her er vi i den modsatte grøft, fordi han som østromer havde indgroet antipati mod Stilicho. Der er også bevaret en del korrespondance mellem Stilicho og hans ven, den ansete senator Symmachus.